# Cumarina
La cumarina (nome IUPAC: 1-benzopirano-2-one) è un composto aromatico. A temperatura ambiente si presenta in forma di cristalli incolori, dall'odore caratteristico.
Isolata per la prima volta da Dipteryx odorata, il cui nome popolare era per l'appunto coumarin, la cumarina è presente in più di 27 famiglie di vegetali, ed è responsabile dell'odore dolce dell'erba appena tagliata.
È la capostipite di una classe di composti derivati, detti cumarine, che hanno in comune la struttura benzopiranica della cumarina.
Anche le idrossicumarine sono presenti in molte famiglie: umbelliferone, esculetina e scopoletina sono le più comuni in natura. Cumarine più complesse come le furanocumarine sono limitate a poche famiglie (Rutaceae e Apiaceae); tipico esempio gli psoraleni fototossici presenti nell'olio essenziale di bergamotto (esempio il bergaptene).
La struttura benzo-2-pirone delle cumarine semplici deriva dallo scheletro fenilacrilico dell'acido cinnamico attraverso orto-idrossilazione, trans-cis-isomerizzazione del doppio legame della catena laterale, e lattonizzazione. Il glucosio è un buon gruppo uscente che assiste nella trasformazione cis-trans. Un enzima specifico che si trova in Melilotus officinalis idrolizza in maniera specifica il β-glucoside (β-glucosidasi). Il percorso biosintetico dovrebbe essere seguito da tutte le cumarine ossigenate in posizione 7. Durante la sintesi di questi composti si dovrebbe osservare una orto-idrossilazione su acidi p-cumarico, caffeico e ferulico.
Le cumarine idrossilate in posizione 4, come il dicumarolo in Melilotus officinalis, presentano una forte azione anticoagulante solo se utilizzati per via endovenosa; sono infatti degradati dai processi digestivi in composti sicuri. Le cumarine normali, non idrossilate in questa posizione non presentano questa attività, o solo in misura minore. I composti derivati possiedono comunque altre proprietà farmacologiche. Alcuni esempi sono la scopoletina e l'umbelliferone, o l'esculetina. Il Viburnum opulus deve probabilmente parte della sua attività su ipertensione e dismenorrea al suo contenuto in scopoletina ed esculetina (antispasmodiche); tutti e tre i composti hanno mostrato attività antinfiammatoria e analgesica in modelli animali. In naturopatia vengono sfruttate soprattutto come antiartritici sotto forma di impacchi di fior di fieno e come preparati per uso interno ed esterno di piante come il meliloto, la ruta e la stellina odorosa. L'esculetina è presente in Aesculus hippocastanum (antinfiammatoria, febbrifuga, astringente); varie furanocumarine sono presenti nella famiglia delle Apiaceae, e sono state alla base della terapia fitochimica, usata negli anni quaranta per il trattamento della vitiligine e poi allargata al trattamento della psoriasi e della condizione cutanea maligna conosciuta come micosi fungoide (terapia con 8-metossipsoralene - 8-MOP -  più UVA).
Le furanocumarine associate a raggi UVA stimolano infatti la melanogenesi ed hanno effetti antiproliferativi. Mentre per lo 8-MOP le dosi terapeutiche sono praticamente coincidenti con quelle che causano reazioni fototossiche, con il 5-MOP (bergaptene) si può ottenere l'effetto abbronzante (fotochemioprotezione) più efficacemente e con minori effetti collaterali rispetto alla terapia 8-MOP. L'Ammi visnaga è stata utilizzata in antichità in Egitto come trattamento antispasmodico per i calcoli renali e per l'angina pectoris; è probabile che parte dell'azione sia dovuta alla presenza della visnadina, una piranocumarina con azione vasodilatativa coronarica e inotropica positiva. La khellina ha attività antispasmodica, sfruttata per trattare asma e angina.
L'UE non ha ancora fissato la dose giornaliera massima di cumarina. Le autorità tedesche nel 2006 hanno fissato la TDI (dose massima giornaliera tollerabile) in 0,1 mg/kg peso corporeo, ripresa dalle autorità elvetiche.